# 672 TCN
672 TCN là một năm trong lịch La Mã.